# Jaworowa Szczerbina
Jaworowa Szczerbina (słow. Javorová štrbina) – płytka przełęcz znajdująca się w grani głównej słowackich Tatr Wysokich. Oddziela ona Pośredni Jaworowy Szczyt od głównego wierzchołka Jaworowego Szczytu. Na siodło tej przełęczy nie prowadzą żadne znakowane szlaki turystyczne, jest ona dostępna jedynie dla taterników.
Spod Jaworowej Szczerbiny w stronę Doliny Staroleśnej opada dość wybitny żleb, który łączy się ze żlebem opadającym spod przełęczy Siwy Przechód w Siwej Grani i razem tworzą Czarny Żleb.
Jaworowa Szczerbina zwana była niegdyś Przełączką w Jaworowym.